# Distretto di Tadmor
Il distretto di Tadmor (in arabo منطقة تدمر‎?), o distretto di Palmira, è un distretto Siriano situato nel Governatorato di Homs, nella Siria centrale. Il capoluogo è la città di Tadmor, situata vicino all'antica città di Palmira.
Al censimento del 2004, il distretto aveva una popolazione di 76 942 abitanti.

## Sottodistretti
Il distretto di Tadmor è diviso in due sottodistretti o Nahiya:
- Sottodistretto di Tadmor (ناحية تدمر): popolazione 55.062;[2]
- Sottodistretto di Al-Sukhna (ناحية السخنة): popolazione 21.880.[3]

## Storia
Nel maggio del 2015, nel contesto della guerra civile siriana, lo Stato Islamico dell'Iraq e del Levante (ISIL) attaccò il distretto, conquistando il capoluogo e il sito archeologico di Palmira. Pochi mesi dopo, a luglio, le forze governative tentarono di riacquisire i territori del distretto, ma l'offensiva, finita ad agosto, si concluse con risultati limitati.
Nel marzo del 2016 grazie ad pesante offensiva attuata dalle forze armate siriane, supportate dai miliziani di Hezbollah e da pesanti attacchi aerei russi, fecero tornare il distretto sotto il controllo del Governo. Pochi mesi dopo, nel dicembre dello stesso anno, l'ISIS riconquistò i giacimenti petroliferi presenti il distretto e gran parte della città di Tadmor.
Nel gennaio del 2017 le forze governative siriane, aiutate da militari russi, attaccarono nuovamente il distretto, ottenendone definitivamente il pieno controllo nel marzo dello stesso anno.

## Infrastrutture
Nel distretto è presente l'aeroporto di Palmira che, a causa della guerra civile ancora in corso, non sono previsti voli di linea da o per l'aeroporto. Attualmente la struttura è in mano alla compagnia militare privata del Gruppo Wagner.
Nelle vicinanze della città di Tadmor, è presente la prigione della città. La struttura ospitò negli anni vari oppositori politici dei vari governi siriani.

## Economia
Nell'intero distretto sono presenti vari giacimenti di fosfato e gas naturale. 
Nel 1986 alcuni ispettori sovietici scoprirono un grande deposito di ferro nelle vicinanze di Tadmor.